# مسابقات والیبال انتخابی المپیک بین قاره‌ای زنان ۲۰۱۹
 مسابقات والیبال انتخابی المپیک بین قاره ای زنان ۲۰۱۹  رقابت هایی برای تیم های ملی والیبال زنان است که توسط فدراسیون بین‌المللی والیبال برگزار میگردد.
۲۴ تیم در این رقابت ها حضور دارند. و در پایان ۶ تیم به بازی‌های المپیک تابستانی ۲۰۲۰ راه می یابند.
مسابقات انتخابی المپیک بین قاره ای بر خلاف نسخه قبلی آن قبل از مسابقات انتخابی المپیک قاره برگزار می شود.

## تیم‌های حاضر
بیست و چهار تیم از بهترین تیم‌ها در رده‌بندی جهانی اف ای وی بی در تاریخ ۱ اکتبر ۲۰۱۸ در این رقابت‌ها حضور دارند. (به جز ژاپن که میزبان بازی‌های المپیک تابستانی ۲۰۲۰ است)
|  | انتخاب شده برای انتخابی المپیک بین قاره ای |
|  | انتخاب شده اما انصراف داده                 |
|  | میزبان بازی‌های المپیک تابستانی ۲۰۲۰        |

| Seeding | Team                | جام ۲۰۱۵ | المپیک ۲۰۱۶ | جایزه بزرگ ۲۰۱۷ | قهرمانی ۲۰۱۸ | مجموع |
| ------- | ------------------- | -------- | ----------- | --------------- | ------------ | ----- |
| 1       | صربستان             | ۹۰       | ۹۰          | ۴۲              | ۱۰۰          | ۳۲۲   |
| 2       | چین                 | ۱۰۰      | ۱۰۰         | ۴۰              | ۸۰           | ۳۲۰   |
| 3       | ایالات متحده آمریکا | ۸۰       | ۸۰          | ۳۸              | ۵۸           | ۲۵۶   |
| 4       | برزیل               | ۵۰       | ۵۰          | ۵۰              | ۵۰           | ۲۰۰   |
| 5       | روسیه               | ۷۰       | ۵۰          | ۲۸              | ۵۰           | ۱۹۸   |
| –       | ژاپن                | ۵۰       | ۵۰          | ۳۲              | ۵۸           | ۱۹۰   |
| 6       | هلند                | ۰        | ۷۰          | ۳۸              | ۷۰           | ۱۷۸   |
| 7       | ایتالیا             | ۰        | ۳۰          | ۴۵              | ۹۰           | ۱۶۵   |
| 8       | کرهٔ جنوبی           | ۴۰       | ۵۰          | ۱۸              | ۳۰           | ۱۳۸   |
| 9       | دومینیکن            | ۳۰       | ۳           | ۳۰              | ۴۵           | ۱۰۸   |
| 10      | آرژانتین            | ۲۵       | ۳۰          | ۸               | ۳۰           | ۹۳    |
| 11      | ترکیه               | ۰        | ۳           | ۲۴              | ۴۵           | ۷۲    |
| 12      | پورتوریکو           | ۰        | ۲۰          | ۱۴              | ۳۶           | ۷۰    |
| 13      | تایلند              | ۰        | ۳           | ۲۶              | ۳۶           | ۶۵    |
| 14      | آلمان               | ۰        | ۲           | ۱۷              | ۴۰           | ۵۹    |
| 15      | بلغارستان           | ۰        | ۰           | ۱۵              | ۴۰           | ۵۵    |
| 16      | کامرون              | ۰        | ۲۰          | ۲               | ۲۵           | ۴۷    |
| 17      | کانادا              | ۰        | ۲           | ۱۲              | ۳۰           | ۴۴    |
| 18      | بلژیک               | ۰        | ۲           | ۲۲              | ۱۸           | ۴۲    |
| 19      | کنیا                | ۵        | ۰           | ۲               | ۳۰           | ۳۷    |
| 20      | مکزیک               | ۰        | ۰           | ۲               | ۳۳           | ۳۵    |
| 21      | آذربایجان           | ۰        | ۰           | ۰               | ۳۳           | ۳۳    |
| 22      | قزاقستان            | ۰        | ۱           | ۶               | ۲۵           | ۳۲    |
| 23      | چک                  | ۰        | ۰           | ۱۶              | ۱۵           | ۳۱    |
| –       | کوبا                | ۵        | ۰           | ۰               | ۲۵           | ۳۰    |
| 24      | لهستان              | ۰        | ۱           | ۲۰              | ۸            | ۲۹    |

## گروه بندی
| گروه A               | گروه B           | گروه C                           | گروه D             | گروه E             | گروه F               |
| -------------------- | ---------------- | -------------------------------- | ------------------ | ------------------ | -------------------- |
| صربستان (1)          | چین (2) (میزبان) | ایالات متحده آمریکا (3) (میزبان) | برزیل (4) (میزبان) | روسیه (5) (میزبان) | هلند (7)             |
| پورتوریکو (13)       | ترکیه (12)       | آرژانتین (11)                    | دومینیکن (10)      | کرهٔ جنوبی (9)      | ایتالیا (8) (میزبان) |
| تایلند (14)          | آلمان (15)       | بلغارستان (16)                   | کامرون (17)        | کانادا (18)        | بلژیک (19)           |
| لهستان (26) (میزبان) | چک (24)          | قزاقستان (23)                    | آذربایجان (22)     | مکزیک (21)         | کنیا (20)            |

## مرحله گروهی

### گروه A
|  | راه یافته به بازی‌های المپیک تابستانی ۲۰۲۰ |

- میزبان:  وروتسواف, لهستان
- تاریخ: ۲–۴ اوت ۲۰۱۹
- تمام زمان ها بر اساس ساعت تابستانی اروپای مرکزی است. (یوتی‌سی ۲:۰۰+).

|      |                 | بازی | بازی | امتیاز | ست  | ست   | ست    | امتیاز | امتیاز | امتیاز |
| رتبه | تیم             | برد  | باخت | امتیاز | برد | باخت | نسبت  | برد    | باخت   | نسبت   |
| ---- | --------------- | ---- | ---- | ------ | --- | ---- | ----- | ------ | ------ | ------ |
| ۱    | صربستان         | ۳    | ۰    | ۹      | ۹   | ۱    | ۹٫۰۰۰ | ۲۴۶    | ۱۹۲    | ۱٫۲۸۱  |
| ۲    | لهستان (میزبان) | ۲    | ۱    | ۵      | ۷   | ۵    | ۱٫۴۰۰ | ۲۸۰    | ۲۶۷    | ۱٫۰۴۹  |
| ۳    | تایلند          | ۱    | ۲    | ۴      | ۵   | ۷    | ۰٫۷۱۴ | ۲۶۱    | ۲۷۱    | ۰٫۹۶۳  |
| ۴    | پورتوریکو       | ۰    | ۳    | ۰      | ۱   | ۹    | ۰٫۱۱۱ | ۱۹۴    | ۲۵۱    | ۰٫۷۷۳  |

| تاریخ | ساعت  |           | امتیاز |           | ست ۱  | ست ۲  | ست ۳  | ست ۴  | ست ۵  | مجموع   | گزارش     |
| ----- | ----- | --------- | ------ | --------- | ----- | ----- | ----- | ----- | ----- | ------- | --------- |
| ۲ اوت | ۱۷:۰۰ | صربستان   | ۳–۰    | تایلند    | ۲۵–۱۵ | ۲۵–۲۲ | ۲۵–۱۸ |       |       | ۷۵–۵۵   | P2 Report |
| ۲ اوت | ۲۰:۳۰ | لهستان    | ۳–۰    | پورتوریکو | ۲۵–۱۸ | ۳۰–۲۸ | ۲۵–۱۵ |       |       | ۸۰–۶۱   | P2 Report |
| ۳ اوت | ۱۷:۰۰ | صربستان   | ۳–۰    | پورتوریکو | ۲۵–۱۴ | ۲۵–۲۰ | ۲۵–۱۶ |       |       | ۷۵–۵۰   | P2 Report |
| ۳ اوت | ۲۰:۳۰ | تایلند    | ۲–۳    | لهستان    | ۲۳–۲۵ | ۲۵–۲۲ | ۲۸–۲۶ | ۲۳–۲۵ | ۱۱–۱۵ | ۱۱۰–۱۱۳ | P2 Report |
| ۴ اوت | ۱۷:۰۰ | پورتوریکو | ۱–۳    | تایلند    | ۲۵–۲۱ | ۲۰–۲۵ | ۲۰–۲۵ | ۱۸–۲۵ |       | ۸۳–۹۶   | P2 Report |
| ۴ اوت | ۲۰:۳۰ | صربستان   | ۳–۱    | لهستان    | ۲۱–۲۵ | ۲۵–۲۳ | ۲۵–۱۶ | ۲۵–۲۳ |       | ۹۶–۸۷   | P2 Report |

### گروه B
|  | راه یافته به بازی‌های المپیک تابستانی ۲۰۲۰ |

- میزبان:  نانگبو, چین
- تاریخ: ۲–۴ اوت ۲۰۱۹
- تمام زمان ها بر اساس زمان چین است. (یوتی‌سی ۸:۰۰+).

|      |              | بازی | بازی | امتیاز | ست  | ست   | ست    | امتیاز | امتیاز | امتیاز |
| رتبه | تیم          | برد  | باخت | امتیاز | برد | باخت | نسبت  | برد    | باخت   | نسبت   |
| ---- | ------------ | ---- | ---- | ------ | --- | ---- | ----- | ------ | ------ | ------ |
| ۱    | چین (میزبان) | ۳    | ۰    | ۹      | ۹   | ۱    | ۹٫۰۰۰ | ۲۴۶    | ۱۹۲    | ۱٫۲۸۱  |
| ۲    | ترکیه        | ۲    | ۱    | ۶      | ۶   | ۵    | ۱٫۲۰۰ | ۲۳۸    | ۲۴۴    | ۰٫۹۷۵  |
| ۳    | آلمان        | ۱    | ۲    | ۳      | ۵   | ۶    | ۰٫۸۳۳ | ۲۴۹    | ۲۴۶    | ۱٫۰۱۲  |
| ۴    | چک           | ۰    | ۳    | ۰      | ۱   | ۹    | ۰٫۱۱۱ | ۱۹۵    | ۲۴۶    | ۰٫۷۹۳  |

| تاریخ | ساعت  |       | امتیاز |       | ست ۱  | ست ۲  | ست ۳  | ست ۴  | ست ۵ | مجموع | گزارش     |
| ----- | ----- | ----- | ------ | ----- | ----- | ----- | ----- | ----- | ---- | ----- | --------- |
| ۲ اوت | ۱۵:۰۰ | چین   | ۳–۰    | چک    | ۲۵–۱۸ | ۲۵–۲۳ | ۲۵–۱۹ |       |      | ۷۵–۶۰ | P2 Report |
| ۲ اوت | ۲۰:۰۰ | ترکیه | ۳–۱    | آلمان | ۲۷–۲۵ | ۲۵–۲۰ | ۱۷–۲۵ | ۲۵–۲۰ |      | ۹۴–۹۰ | P2 Report |
| ۳ اوت | ۱۵:۰۰ | ترکیه | ۳–۱    | چک    | ۲۵–۱۵ | ۲۵–۲۲ | ۲۱–۲۵ | ۲۵–۱۷ |      | ۹۶–۷۹ | P2 Report |
| ۳ اوت | ۲۰:۰۰ | چین   | ۳–۱    | آلمان | ۲۵–۲۲ | ۲۵–۲۲ | ۲۱–۲۵ | ۲۵–۱۵ |      | ۹۶–۸۴ | P2 Report |
| ۴ اوت | ۱۵:۰۰ | چک    | ۰–۳    | آلمان | ۱۸–۲۵ | ۲۲–۲۵ | ۱۶–۲۵ |       |      | ۵۶–۷۵ | P2 Report |
| ۴ اوت | ۲۰:۰۰ | چین   | ۳–۰    | ترکیه | ۲۵–۱۸ | ۲۵–۱۲ | ۲۵–۱۸ |       |      | ۷۵–۴۸ | P2 Report |

### گروه C
|  | راه یافته به بازی‌های المپیک تابستانی ۲۰۲۰ |

- میزبان:  Shreveport–Bossier City metropolitan area, ایالات متحده آمریکا
- تاریخ: ۲–۴ اوت ۲۰۱۹
- تمام زمان ها بر اساس منطقه زمانی مرکزی.(یوتی‌سی ۵:۰۰-)

|      |                              | بازی | بازی | امتیاز | ست  | ست   | ست    | امتیاز | امتیاز | امتیاز |
| رتبه | تیم                          | برد  | باخت | امتیاز | برد | باخت | نسبت  | برد    | باخت   | نسبت   |
| ---- | ---------------------------- | ---- | ---- | ------ | --- | ---- | ----- | ------ | ------ | ------ |
| ۱    | ایالات متحده آمریکا (میزبان) | ۳    | ۰    | ۸      | ۹   | ۲    | ۴٫۵۰۰ | ۲۵۷    | ۱۸۷    | ۱٫۳۷۴  |
| ۲    | بلغارستان                    | ۲    | ۱    | ۷      | ۸   | ۴    | ۲٫۰۰۰ | ۲۷۲    | ۲۲۶    | ۱٫۲۰۴  |
| ۳    | آرژانتین                     | ۱    | ۲    | ۳      | ۴   | ۷    | ۰٫۵۷۱ | ۲۲۲    | ۲۴۳    | ۰٫۹۱۴  |
| ۴    | قزاقستان                     | ۰    | ۳    | ۰      | ۱   | ۹    | ۰٫۱۱۱ | ۱۵۲    | ۲۴۷    | ۰٫۶۱۵  |

| تاریخ    | ساعت  |                     | امتیاز |           | ست ۱  | ست ۲  | ست ۳  | ست ۴  | ست ۵  | مجموع  | گزارش     |
| -------- | ----- | ------------------- | ------ | --------- | ----- | ----- | ----- | ----- | ----- | ------ | --------- |
| ۲ اوت    | ۱۵:۰۰ | آرژانتین            | ۱–۳    | بلغارستان | ۲۶–۲۴ | ۹–۲۵  | ۱۸–۲۵ | ۲۰–۲۵ |       | ۷۳–۹۹  | P2 Report |
| ۲ Augاوت | ۱۸:۰۰ | ایالات متحده آمریکا | ۳–۰    | قزاقستان  | ۲۵–۱۷ | ۲۵–۱۰ | ۲۵–۱۰ |       |       | ۷۵–۳۷  | P2 Report |
| ۳ اوت    | ۱۷:۰۰ | ایالات متحده آمریکا | ۳–۲    | بلغارستان | ۲۱–۲۵ | ۲۵–۱۸ | ۲۱–۲۵ | ۲۵–۲۰ | ۱۵–۱۰ | ۱۰۷–۹۸ | P2 Report |
| ۳ اوت    | ۲۰:۰۰ | قزاقستان            | ۱–۳    | آرژانتین  | ۲۵–۲۲ | ۸–۲۵  | ۲۰–۲۵ | ۱۶–۲۵ |       | ۶۹–۹۷  | P2 Report |
| ۴ اوت    | ۱۳:۰۰ | ایالات متحده آمریکا | ۳–۰    | آرژانتین  | ۲۵–۲۲ | ۲۵–۱۷ | ۲۵–۱۳ |       |       | ۷۵–۵۲  | P2 Report |
| ۴ اوت    | ۱۶:۰۰ | قزاقستان            | ۰–۳    | بلغارستان | ۱۴–۲۵ | ۱۶–۲۵ | ۱۶–۲۵ |       |       | ۴۶–۷۵  | P2 Report |

|}

### گروه D
|  | راه یافته به بازی‌های المپیک تابستانی ۲۰۲۰ |

- میزبان:  یوبرلاندیا, برزیل
- تاریخ: ۱–۳ اوت ۲۰۱۹
- تمام زمان ها بر اساس یوتی‌سی ۳:۰۰-.

|      |                | بازی | بازی | امتیاز | ست  | ست   | ست    | امتیاز | امتیاز | امتیاز |
| رتبه | تیم            | برد  | باخت | امتیاز | برد | باخت | نسبت  | برد    | باخت   | نسبت   |
| ---- | -------------- | ---- | ---- | ------ | --- | ---- | ----- | ------ | ------ | ------ |
| ۱    | برزیل (میزبان) | ۳    | ۰    | ۷      | ۹   | ۴    | ۲٫۲۵۰ | ۲۹۰    | ۲۳۸    | ۱٫۲۱۸  |
| ۲    | دومینیکن       | ۲    | ۱    | ۷      | ۸   | ۳    | ۲٫۶۶۷ | ۲۵۱    | ۲۱۴    | ۱٫۱۷۳  |
| ۳    | آذربایجان      | ۱    | ۲    | ۴      | ۵   | ۶    | ۰٫۸۳۳ | ۲۲۴    | ۲۳۵    | ۰٫۹۵۳  |
| ۴    | کامرون         | ۰    | ۳    | ۰      | ۰   | ۹    | ۰٫۰۰۰ | ۱۴۷    | ۲۲۵    | ۰٫۶۵۳  |

| تاریخ | ساعت  |           | امتیاز |           | ست ۱  | ست ۲  | ست ۳  | ست ۴  | ست ۵  | مجموع   | گزارش     |
| ----- | ----- | --------- | ------ | --------- | ----- | ----- | ----- | ----- | ----- | ------- | --------- |
| ۱ اوت | ۱۴:۱۵ | برزیل     | ۳–۰    | کامرون    | ۲۵–۱۴ | ۲۵–۱۳ | ۲۵–۱۶ |       |       | ۷۵–۴۳   | P2 Report |
| ۱ اوت | ۱۶:۴۵ | دومینیکن  | ۳–۰    | آذربایجان | ۲۵–۱۵ | ۲۵–۲۲ | ۲۵–۱۸ |       |       | ۷۵–۵۵   | P2 Report |
| ۲ اوت | ۱۴:۱۵ | برزیل     | ۳–۲    | آذربایجان | ۲۵–۱۳ | ۲۳–۲۵ | ۲۱–۲۵ | ۲۵–۱۹ | ۱۵–۱۲ | ۱۰۹–۹۴  | P2 Report |
| ۲ اوت | ۱۶:۴۵ | کامرون    | ۰–۳    | دومینیکن  | ۲۰–۲۵ | ۱۹–۲۵ | ۱۴–۲۵ |       |       | ۵۳–۷۵   | P2 Report |
| ۳ اوت | ۱۰:۰۰ | برزیل     | ۳–۲    | دومینیکن  | ۲۵–۲۲ | ۲۵–۱۹ | ۲۳–۲۵ | ۱۸–۲۵ | ۱۵–۱۰ | ۱۰۶–۱۰۱ | P2 Report |
| ۳ اوت | ۱۲:۳۰ | آذربایجان | ۳–۰    | کامرون    | ۲۵–۱۷ | ۲۵–۱۴ | ۲۵–۲۰ |       |       | ۷۵–۵۱   | P2 Report |

### گروه E
|  | راه یافته به بازی‌های المپیک تابستانی ۲۰۲۰ |

- میزبان:  کالینینگراد, روسیه
- تاریخ: ۹–۱۱ اوت ۲۰۱۹
- تمام زمان ها بر اساس زمان کالینینگراد است. (یوتی‌سی ۲:۰۰+).

|      |                | بازی | بازی | امتیاز | ست  | ست   | ست    | امتیاز | امتیاز | امتیاز |
| رتبه | تیم            | برد  | باخت | امتیاز | برد | باخت | نسبت  | برد    | باخت   | نسبت   |
| ---- | -------------- | ---- | ---- | ------ | --- | ---- | ----- | ------ | ------ | ------ |
| ۱    | روسیه (میزبان) | ۳    | ۰    | ۸      | ۹   | ۲    | ۴٫۵۰۰ | ۲۵۷    | ۲۰۰    | ۱٫۲۸۵  |
| ۲    | کرهٔ جنوبی      | ۲    | ۱    | ۷      | ۸   | ۴    | ۲٫۰۰۰ | ۲۷۱    | ۲۵۲    | ۱٫۰۷۵  |
| ۳    | کانادا         | ۱    | ۲    | ۳      | ۴   | ۶    | ۰٫۶۶۷ | ۲۱۷    | ۲۲۵    | ۰٫۹۶۴  |
| ۴    | مکزیک          | ۰    | ۳    | ۰      | ۰   | ۹    | ۰٫۰۰۰ | ۱۵۹    | ۲۲۷    | ۰٫۷۰۰  |

| تاریخ | ساعت  |           | امتیاز |           | ست ۱  | ست ۲  | ست ۳  | ست ۴  | ست ۵  | مجموع  | گزارش     |
| ----- | ----- | --------- | ------ | --------- | ----- | ----- | ----- | ----- | ----- | ------ | --------- |
| ۲ اوت | ۱۶:۰۰ | کرهٔ جنوبی | ۳–۱    | کانادا    | ۲۱–۲۵ | ۲۵–۲۰ | ۲۵–۱۹ | ۲۵–۲۲ |       | ۹۶–۸۶  | P2 Report |
| ۲ اوت | ۱۹:۰۰ | روسیه     | ۳–۰    | مکزیک     | ۲۵–۱۳ | ۲۵–۸  | ۲۶–۲۴ |       |       | ۷۶–۴۵  | P2 Report |
| ۳ اوت | ۱۶:۰۰ | کرهٔ جنوبی | ۳–۰    | مکزیک     | ۲۵–۲۱ | ۲۵–۱۵ | ۲۶–۲۴ |       |       | ۷۶–۶۰  | P2 Report |
| ۳ اوت | ۱۹:۰۰ | روسیه     | ۳–۰    | کانادا    | ۲۵–۱۳ | ۲۵–۲۱ | ۲۵–۲۲ |       |       | ۷۵–۵۶  | P2 Report |
| ۴ اوت | ۱۶:۰۰ | مکزیک     | ۰–۳    | کانادا    | ۲۲–۲۵ | ۱۵–۲۵ | ۱۷–۲۵ |       |       | ۵۴–۷۵  | P2 Report |
| ۴ اوت | ۱۹:۰۰ | روسیه     | ۳–۲    | کرهٔ جنوبی | ۲۱–۲۵ | ۲۰–۲۵ | ۲۵–۲۲ | ۲۵–۱۶ | ۱۵–۱۱ | ۱۰۶–۹۹ | P2 Report |

### گروه F
|  | راه یافته به بازی‌های المپیک تابستانی ۲۰۲۰ |

- میزبان:  کاتانیا, ایتالیا
- تاریخ: ۲–۴ اوت ۲۰۱۹
- تمام زمان ها بر اساس ساعت تابستانی اروپای مرکزی است. (یوتی‌سی ۲:۰۰+).

|      |                  | بازی | بازی | امتیاز | ست  | ست   | ست     | امتیاز | امتیاز | امتیاز |
| رتبه | تیم              | برد  | باخت | امتیاز | برد | باخت | نسبت   | برد    | باخت   | نسبت   |
| ---- | ---------------- | ---- | ---- | ------ | --- | ---- | ------ | ------ | ------ | ------ |
| ۱    | ایتالیا (میزبان) | ۳    | ۰    | ۹      | ۹   | ۰    | بیشینه | ۲۲۵    | ۱۵۲    | ۱٫۴۸۰  |
| ۲    | هلند             | ۲    | ۱    | ۶      | ۶   | ۳    | ۲٫۰۰۰  | ۲۱۲    | ۱۶۹    | ۱٫۲۵۴  |
| ۳    | بلژیک            | ۱    | ۲    | ۳      | ۳   | ۶    | ۰٫۵۰۰  | ۱۸۱    | ۱۸۶    | ۰٫۹۷۳  |
| ۴    | کنیا             | ۰    | ۳    | ۰      | ۰   | ۹    | ۰٫۰۰۰  | ۱۱۴    | ۲۲۵    | ۰٫۵۰۷  |

| تاریخ | ساعت  |         | امتیاز |         | ست ۱  | ست ۲  | ست ۳  | ست ۴ | ست ۵ | مجموع | گزارش     |
| ----- | ----- | ------- | ------ | ------- | ----- | ----- | ----- | ---- | ---- | ----- | --------- |
| ۲ اوت | ۱۸:۰۰ | بلژیک   | ۰–۳    | هلند    | ۲۰–۲۵ | ۱۵–۲۵ | ۲۲–۲۵ |      |      | ۵۷–۷۵ | P2 Report |
| ۲ اوت | ۲۱:۰۰ | ایتالیا | ۳–۰    | کنیا    | ۲۵–۱۷ | ۲۵–۱۰ | ۲۵–۱۴ |      |      | ۷۵–۴۱ | P2 Report |
| ۳ اوت | ۱۸:۰۰ | هلند    | ۳–۰    | کنیا    | ۲۵–۱۷ | ۲۵–۱۰ | ۲۵–۱۰ |      |      | ۷۵–۳۷ | P2 Report |
| ۳ اوت | ۲۱:۰۰ | بلژیک   | ۰–۳    | ایتالیا | ۱۷–۲۵ | ۱۶–۲۵ | ۱۶–۲۵ |      |      | ۴۹–۷۵ | P2 Report |
| ۴ اوت | ۱۸:۰۰ | کنیا    | ۰–۳    | بلژیک   | ۱۵–۲۵ | ۱۴–۲۵ | ۷–۲۵  |      |      | ۳۶–۷۵ | P2 Report |
| ۴ اوت | ۲۱:۰۰ | هلند    | ۰–۳    | ایتالیا | ۲۳–۲۵ | ۱۷–۲۵ | ۲۲–۲۵ |      |      | ۶۲–۷۵ | P2 Report |

## تیم های راه یافته به بازی های المپیک تابستانی ۲۰۲۰
| تیم                 | تاریخ راه یابی | نمایش های قبلی در والیبال در بازی‌های المپیک تابستانی                                     |
| ------------------- | -------------- | ---------------------------------------------------------------------------------------- |
| برزیل               | ۳ اوت ۲۰۱۹     | ۱۰ (۱۹۸۰, ۱۹۸۴, ۱۹۸۸, ۱۹۹۲, ۱۹۹۶, ۲۰۰۰, ۲۰۰۴, ۲۰۰۸, ۲۰۱۲ , ۲۰۱۶)                         |
| چین                 | ۴ اوت ۲۰۱۹     | ۹ (۱۹۸۴, ۱۹۸۸, ۱۹۹۲, ۱۹۹۶, ۲۰۰۰, ۲۰۰۴, ۲۰۰۸, ۲۰۱۲, ۲۰۱۶)                                 |
| روسیه               | ۴ اوت ۲۰۱۹     | ۱۳ (۱۹۶۴1, ۱۹۶۸1, ۱۹۷۲1, ۱۹۷۶1, ۱۹۸۰1, ۱۹۸۸1, ۱۹۹۲1, ۱۹۹۶, ۲۰۰۰, ۲۰۰۴, ۲۰۰۸, ۲۰۱۲, ۲۰۱۶) |
| ایالات متحده آمریکا | ۴ اوت ۲۰۱۹     | ۱۱ (۱۹۶۴, ۱۹۶۸, ۱۹۸۴, ۱۹۸۸, ۱۹۹۲, ۱۹۹۶, ۲۰۰۰, ۲۰۰۴, ۲۰۰۸, ۲۰۱۲, ۲۰۱۶)                    |
| صربستان             | ۴ اوت ۲۰۱۹     | ۳ (۲۰۰۸, ۲۰۱۲, ۲۰۱۶)                                                                     |
| ایتالیا             | ۴ اوت ۲۰۱۹     | ۵ (۲۰۰۰, ۲۰۰۴, ۲۰۰۸, ۲۰۱۲, ۲۰۱۶)                                                         |

1 این تیم از سال ۱۹۶۴ تا ۱۹۸۸ نماینده اتحاد جماهیر شوروی و در سال ۱۹۹۲ به عنوان تیم متحد در المپیک حاضر شده است 